# Селско месо
Селско месо је традиционално македонско и балканско јело од свињског меса и печурака. Најчешће се користе следећи састојци: свињетина, комадићи лука, суво месо, говедина, парадајз или кечап, крем сир, печурке, паприка, зачини, вино и со. Традиционално се припрема у земљаној посуди.
Постоје варијанте сеоског меса, а једна од варијанти се зове сеоски тигањ. У неким мјестима додаје се пилетина.

## Поступак  прављења
Месо се исјече на коцкице и пржи. Затим у исту посуду додати: сјецкани црни лук, першун, печурке (мариниране или свјеже) да се прже око 10 минута. Све ово сипајте у земљани суд, па са осталим зачинима, водом и вином, пеците два до три сата.